# 折り畳み
折り畳み（おりたたみ、英: Folding, Collapsible）は、折って畳む行為。道具などにおいて「折り畳み式（折りたたみ式）」と呼ぶことがある。
折りたたみとは、連続して全体をなす物を、幾つかの部分に分け、各部の接続部をそれが連続しているままに曲げることにより、全長を小さくまとめる行為を指す。折る位置以外の部分はその形を変えないままに、全体を変形させる。折れた部分を伸ばすと、元の形に復元できる。

## 利用
折りたたみの典型的な利用として、そのままでは大きすぎるものを折りたたむ機構をつけることで小さくまとめる、と言うものがある。小さくまとめることは、運搬、持ち運びの利便性と、収納の容易さの両面がある。
折りたたみ傘、折りたたみ杖、トラベルギターの一種などは携帯する際の利便性を向上させたもので、乗り物でも同様の目的で数々が開発されてきた。1979年に発明されて人気を博した自転車「ブロンプトン」、キックスケーターの「レイザー (Razor)」、小型飛行機の「ICON A5」など。フォールディングタイプカヤックにも、日本伝統の折り紙（17世紀に発達したといわれる）の方式を応用したものが登場している。大日本帝国陸軍では九五式折畳舟という二分割の組立式の舟もあった。ベビーカーや車椅子など、座面に布地を用いることで折りたたみを実現しているものもある。
他方でアコーディオンカーテンなどは運搬を普通は考えないため、収納のコンパクト化に目的があると考えられる。
蛇腹などを用いる「伸縮する筒状構造物」も、産業界における「折りたたみ設計」として含める場合がある。キッチン用品においても、シリコンなどの柔らかい素材を用いて折りたたみを容易にしている例もある。近年は宇宙開発などの工学において、折りたたみが重要な位置を占めることになったともいわれる。 また、数理モデルとしての研究発表も登場している。

## 日本
「大きく広げて、小さく折り畳む」というのが、日本の折りたたみ文化であるという指摘もある。毎日寝具（布団）や和服を畳んで収納（出し入れ）してきた歴史から、「畳む文化（包む文化、折る文化）」という言葉が用いられることもある。他に、袱紗、風呂敷、蚊帳、三面鏡、ちゃぶ台、扇子、屏風なども、一例として挙げられることがある。
発展の要因の一つとして、遊牧文化の歴史を持たず定住化が顕著だったことや住環境が狭隘だったことを唱える説もある。前述の着物や洗濯物など、「畳むことで行為を終える」というのが日本的な所作なのではないかという見解もある。折り紙も、基本的には折りたたみによる変形で形を作る。
江戸時代には、木製の枕や、田中久重が発明したとされる旅行や医師の往診に用いられる「懐中燭台」など、折りたたむと平面的になるものもあった。